# خوليو غونزاليس
خوليو غونزاليس (بالكتالونية: Juli González i Pellicer )‏ (و. 1876 – 1942 م) هو نحات، ورسام إسباني، ولد في برشلونة، شارك في Documenta 1 ‏، وII. documenta ‏، ومعرض دوكومنتا الثالث ‏، توفي عن عمر يناهز 66 عاماً.

## روابط خارجية
- خوليو غونزاليس على موقع الموسوعة البريطانية (الإنجليزية)